# Johann Adam Allendörfer
Johann Adam Allendörfer (* 17. August 1778 in Wehrheim; † 24. April 1848 ebenda) war ein nassauischer Politiker und Abgeordneter der 2. Kammer der Landstände des Herzogtums Nassau.

## Familie
Johann Adam Allendörfer war der Sohn des Strumpffabrikanten Johann Philipp Allendörfer (* 31. Januar 1741 in Wehrheim; † 11. April 1813 ebenda) und seiner Frau Anna Maria, geborene Wagner (* 2. April 1747 in Wehrheim; † 10. Februar 1821 in Wehrheim), die er am 29. November 1764 in Wehrheim geheiratet hatte. 
Johann Adam Allendörfer heiratete Susanne Margarethe geborene Engel (* 15. April 1777 in Obereschbach; † 23. April 1844 in Wehrheim), die Tochter eines Landwirts. Johann Adam Allendörfer war evangelisch.

## Politik
Johann Adam Allendörfer war Oberschultheiß von Wehrheim. 1832 wurde er für die Gruppe der Grundbesitzer Weilburg in die Deputiertenkammer gewählt. Im Nassauischen Domänenstreit gehörte er zu der Parlamentsmehrheit, die aus Protest gegen den Pairsschub das Parlament boykottierten. Ihm wurde 1832 das Mandat aberkannt und er wurde von einer erneuten Kandidatur ausgeschlossen.